# Christian Ryan
Christian Ryan, född den 5 juni 1977 i Warrnambool i Australien, är en australisk roddare.
Han tog OS-silver i åtta med styrman i samband med de olympiska roddtävlingarna 2000 i Sydney.